# Jumis

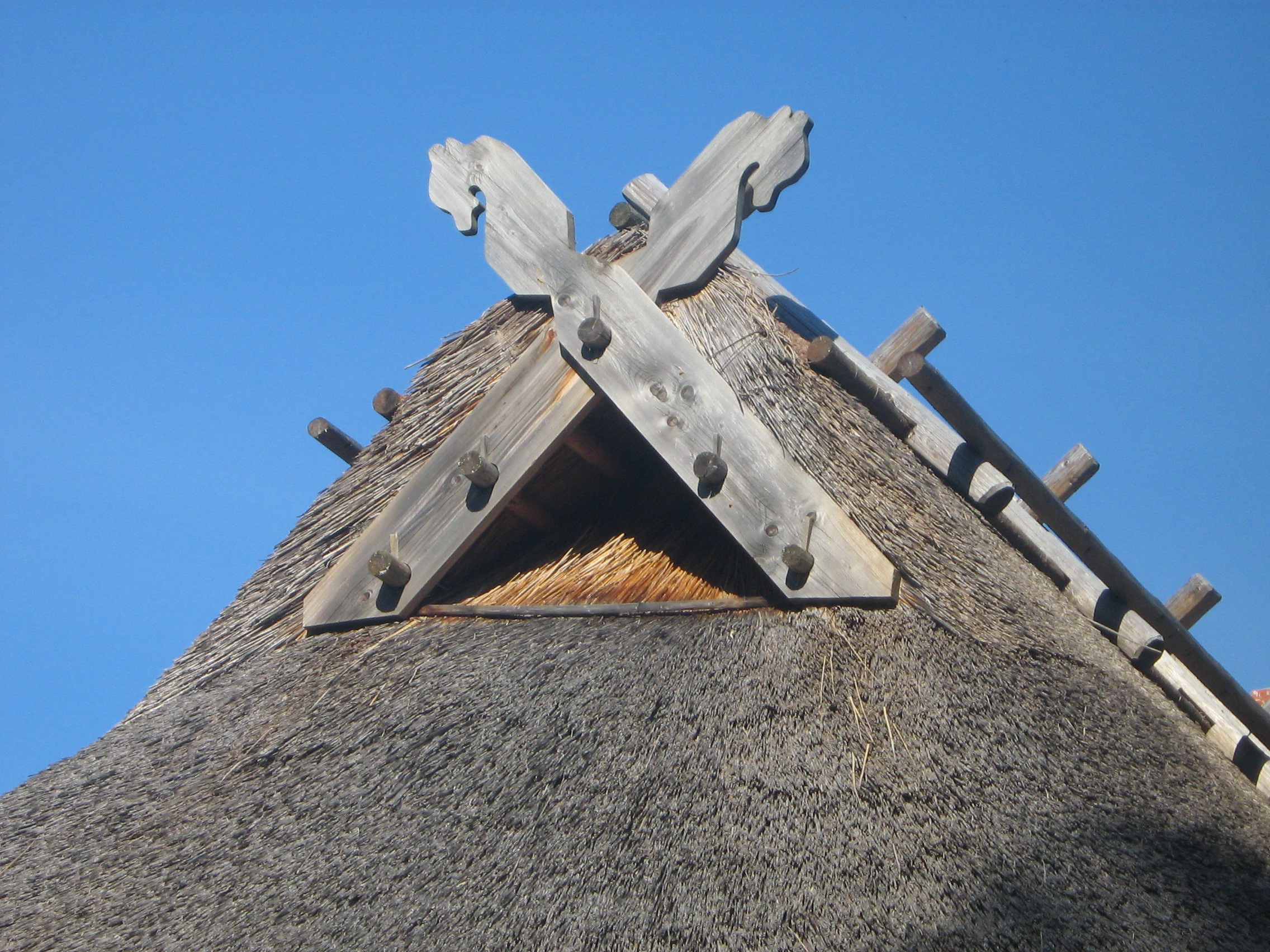
Symbol jumis na střeše budovy v Lotyšském etnografickém muzeu v přírodě

Jumis je lotyšský bůh plodnosti polí a úrody. Slovem jumis je v lotyštině také označovány dvě spojené koňských hlav – symbol plodnosti známý i dalším baltským národům. Jumis není zmiňován ve starších písemných pramenech, ale je bohatě doložen v dainách - lidových písních. Podle nich po zimě kdy spí zahajuje nové vegetační období, případně spí až do sklizně, a zajišťuje úrodu pšenice, žita, ječmene, ovsa, lnu či dalších plodin. V dainách jsou zmiňovány také oběti jež mu jsou přinášeny aby zajistil dobrou úrodu. Jumisovi byl také na poli ponecháván poslední snop, aby v něm přebýval a bůh byl rituálně honěn o svátku konce sklizně zvaném Miķeļi.
Jumisův původ je nejspíše velmi archaický a jeho funkce pravděpodobně širší. Jeho jméno je vychází z lotyšského jumis „zdvojený plod“ či obecně „zdvojený objekt“ a to zase z praindoevropského *jemos „dvojče“. Jemos je také rekonstruované jméno indoevropské prvotní bytosti či člověka, jež se odráží ve jménech védského Jamy, zarathuštrického Jimy, římského Rema a germánského Tuista či Ymira. Tento výklad je podporován faktem že jedna z dain nejspíše odkazuje na zamyšlený incest Jumise se svou sestrou – podobně se ve védské mytologii usiluje Jamí o incest se svým bratrem Jamou.